# Roi Reinshreiber
Roi Reinshreiber (hebräisch רועי ריינשרייבר; * 28. Juni 1980) ist ein israelischer Fußballschiedsrichter.
Seit 2014 steht er auf der Liste der FIFA-Schiedsrichter und leitet internationale Fußballspiele.
In der Saison 2018/19 leitete Reinshreiber erstmals Spiele in der Europa League; bisher leitete er noch keine Spiele in der Champions League. Zudem pfiff er bereits Partien in der UEFA Nations League, in der EM-Qualifikation für die Europameisterschaft 2021, in der europäischen WM-Qualifikation für die Weltmeisterschaft 2018 in Russland und die Weltmeisterschaft 2022 in Katar sowie Freundschaftsspiele.
Beim olympischen Fußballturnier 2020 in Tokio wurde Reinshreiber als Videoschiedsrichter eingesetzt.
Zudem war er bei der U-19-Europameisterschaft 2016 in Deutschland im Einsatz.